# قضايا الاعتداء الجنسي على الكنيسة الكاثوليكية في فنزويلا
الإعتداء الجنسي على الكنيسة الكاثوليكية في فنزويلافي عام 2022، اندلعت فضيحة في فنزويلا. بعد أن نشرت صحيفة واشنطن بوست الأمريكية تقريراً مفصلاً عن تحقيق أصلي في قضية القساوسة الكاثوليك في فنزويلا الذين اتُهموا و/أو أدينوا بالاعتداء الجنسي. وكشف التقرير أنه من بين ما لا يقل عن 10 قساوسة كاثوليك متهمين و/أو مدانين بالاعتداء الجنسي بين عامي 2001 و2022، قضى ثلاثة منهم وقتًا قصيرًا أو لم يقضوا أي وقت في العقوبة وعادوا إلى الكهنوت. ذكرت صحيفة واشنطن بوست حالات وقعت في أنزواتيجي، وفالكون، ولارا، وميريدا، وزوليا، على الرغم من وجود شكاوى في إحدى عشرة ولاية على الأقل في فنزويلا.
وأكدت الكنيسة صحة التقرير، واعترفت بوجود حالات اعتداء في نفس العام، وأعلنت عن إجراء تحقيق واتخاذ إجراءات لمنع الاعتداء الجنسي في المستقبل. وتأتي هذه الفضيحة في أعقاب فضائح أخرى وقعت في المكسيك والأرجنتين وتشيلي وكولومبيا وبيرو.

## حالات

#### خلفية
وبحسب الشبكة الدولية لحقوق الطفل، فإن أول قضية اعتداء جنسي كنسي تم رفعها أمام المحكمة في فنزويلا كانت في عام 2013، عندما اتُهم كاهن قانونيًا بالاعتداء الجنسي على أربع فتيات ونساء تتراوح أعمارهن بين 14 و22 عامًا وفي عام 2013، تورط نفس الكاهن في قضية أخرى تتعلق بعشرة أطفال أيتام، حيث أفادوا بأنه اعتدى عليهم جنسيا أثناء إقامتهم في منزل تديره الكنيسة للأطفال المصابين بفيروس نقص المناعة البشرية. في عام 2018، تم القبض على الكاهن بتهمة الاعتداء الجنسي على فتاة لمدة ثلاث سنوات.
نشرت صحيفة إل بايس الإسبانية تقريرا في مارس/آذار 2022 عن قضية اعتداء جنسي في ستينيات القرن الماضي، حيث قام كاهن في مدرسة الساليزيانو سان فرانسيسكو دي ساليس بإساءة معاملة طفل رضيع في رعاية المدرسة. اتصلت الصحيفة بجمعية القديس فرانسيس دي ساليس في إسبانيا، والتي أوضحت أن النظام الساليزي في فنزويلا سوف يحقق في القضية. 

#### الحالات التي ذكرتها صحيفة واشنطن بوست
أجرت الصحافية آنا فانيسا هيريرو من صحيفة واشنطن بوست مقابلات مع ضحايا التحرش والاعتداء الجنسي من قبل الكنيسة. كما حاولت مقابلة مؤتمر الأساقفة الفنزويليين، الذي لم يستجب لطلباتها بإجراء مقابلة. وبحسب هيريرو، هناك شكاوى في ما لا يقل عن إحدى عشرة ولاية في فنزويلا.
في ولاية لارا ، اتهم صبي مذبح طموح يبلغ من العمر اثني عشر عامًا الكاهن لويس ألبرتو موسكيرا بالاعتداء عليه جنسياً من خلال تهديده بمسدس في عام 1996. حكم على موسكيرا بالسجن لمدة سبع سنوات في عام 2006 بتهمة الاعتداء الجنسي على طفل يبلغ من العمر ست سنوات، لكنه قضى عامين فقط في السجن ثم سُمح له بالعودة إلى الكهنوت.
وفي ولاية زوليا ، وجهت إلى الكاهن رافائيل ماركيز، الذي يدير شبكة من المنازل لأطفال الشوارع، اتهامات بارتكاب أفعال فاحشة عنيفة ضد 12 قاصراً تقل أعمارهم عن 16 عاماً "في حضور أطفال ومراهقين آخرين"، ولم يتم الإعلان عن حكم ماركيز.
في ولاية أنزواتيجي، اتُهم الكاهن إنريكي كاسترو أزوكار بالاعتداء الجنسي على تويتر في عام 2018 وتم القبض عليه في العام التالي، حيث أقر بالذنب في تهمتين تتعلقان بالاعتداء الجنسي على طفل وحُكم عليه بالسجن لمدة خمس سنوات. ذكر والد أحد ضحاياه أنه تعرض للمضايقة والتهديد بسبب طلبه العدالة.
في ولاية فالكون ، أقر كاهن بارتكاب فعل جسدي ضد فتاة تبلغ من العمر 14 عامًا. تم منحه الإقامة الجبرية بشرط أن يبتعد عن الضحية، ومع ذلك، عاد إلى الكنيسة، وكان يشارك بنشاط بحلول يونيو 2022.
حسب إحدى المحاكم، كانت هناك قضية في ولاية ميريدا حيث قام كاهن بتبادل رسائل نصية مع فتاة تبلغ من العمر 13 عامًا، ثم أخذها إلى غرفة في فندق وقام بتقبيلها. وشهدت الفتاة أن الكاهن حاول رفع قميصها. أكد محامو الكاهن أن الفتاة أرادت المغادرة معه، ولم يحدث أي فعل جنسي. تمت تبرئته من ارتكاب أفعال فاحشة مشددة في عام 2006.
في أغلب الحالات، جاء الضحايا من بيئات ذات موارد اقتصادية محدودة. كان تطبيق "النقل العلاجي" واضحًا، حيث استُخدم في حالات أخرى، حيث تم نقل الكهنة الذين ارتكبوا سلوكًا غير لائق و/أو إساءات مثبتة إلى أجزاء أخرى، وأحيانًا بلدان أخرى، لإخفاء ماضي المعتدين وتجنب تحقيقات الشرطة.

## ردود الفعل

#### منظمات حقوق الانسان
في أعقاب نشر تقرير صحيفة واشنطن بوست، وقعت 66 منظمة غير حكومية لحقوق القاصرين، بما في ذلك CECODAP، على وثيقة مشتركة طالبت فيها الدولة والكنيسة بالتحقيق في شكاوى الصحيفة الأمريكية.

#### المؤتمر الأسقفي
وفي عام 2022، اعترفت الكنيسة بالأحداث واعتذرت عنها، ونظمت تحقيقًا في الأمر، دون توضيح عدد الضحايا والتأكد من اتخاذ تدابير انتقامية ضد المعتدين. أعلن النائب الأول لرئيس مؤتمر الأساقفة في فنزويلا، الأسقف ماريو مورونتا: "إننا نشعر بالانزعاج والأذى العميق بسبب حالات الاعتداء"، وأكد أن الكنيسة "قدمت التعاون لتوضيح الحقائق".
في 6 يوليو 2022، أعلن الأسقف مورونتا تعليق عمل الكاهن لويس ألبرتو موسكيرا، الذي تم التنديد به في التقرير، والتحقيق معه.

#### الحزب الاشتراكي الموحد في فنزويلا
برأ النائب في الجمعية الوطنية ونائب رئيس الحزب الاشتراكي الفنزويلي الموحد، ديوسدادو كابيلو، النظام القضائي الفنزويلي من إطلاق سراح المدانين وعودتهم إلى الكنيسة، معتبراً أن الأمر برمته كان خطأ الكنيسة، وانتقد الكاردينال آنذاك بالتازار بوراس وبقية القيادة ووصفهم بأنهم "غير أخلاقيين".